# Worcester (Vermont, város)
Worcester város az Amerikai Egyesült Államok Vermont államában, Washington megyében. Lakosainak száma 964 fő (2020. április 1.).

## Népesség
A település népességének változása:

| 2010 | 998 |
| 2020 | 964 |